# Bonyunia excelsa
Bonyunia excelsa är en tvåhjärtbladig växtart som beskrevs av Jason Randall Grant. Bonyunia excelsa ingår i släktet Bonyunia och familjen Loganiaceae. Inga underarter finns listade i Catalogue of Life.